# Harald Haas
Harald Haas (Neustadt an der Aisch, Alemania, marzo de 1968) profesor de Telefonía móvil (Mobile Communications) en la Universidad de Edimburgo y reconocido inventor de la tecnología Li-Fi.